# Hartvig Nissen (Pädagoge, 1815)
Ole Hartvig Nissen (* 17. April 1815 in Melhus; † 4. Februar 1874 in Christiania) war ein norwegischer Lehrer und Schulreformer.

## Leben
Seine Eltern waren der Pfarrer Peder Schjelderup Nissen (1775–1826) und dessen Frau Bolette Margrethe Musæus (1774–1859). Am 12. Juni 1843 heiratete er in Christiania Karen Magdalena Aas (26. Oktober 1820–24. Januar 1900), Tochter des Sorenskrivers und Kanzleirats Johannes Henriksen Aas (1770–1822) und dessen Frau Kristine Colban (1791–1863), mit der er zwei Söhne, den Generalmajor Per Schjelderup Nissen (1844–1930) und den Architekten Henrik Nissen (1848–1915) hatte.
1835 begann Nissen ein Philologie-Studium an der Universität in Christiania. Drei Semester hielt er sich in Kopenhagen zum Studium des Sanskrits auf. In seiner Studienzeit war er aktives Mitglied in „Den filologisk Forening“, die vom Rektor an der Kathedralschule in Trondheim Frederik Moltke Bugge gegründet worden war. Im Frühjahr 1843 legte er sein Examen ab.
Im gleichen Jahr versandte er eine Einladung, an einem Unterweisungsinstitut, das auf neueren und mehr anerkannten Grundsätzen basiert, teilzunehmen. Diese Grundsätze hatte er aus Dänemark mitgebracht. Es handelte sich um eine stärkere Berücksichtigung der naturwissenschaftlichen Fächer in der Schule. Sie wurden in Nissens Latein- und Realschule in Christiania, die 1843 mit 33 Schülern begann und die er mit dem Schulreformer Ole Jacob Broch gründete, umgesetzt. Nissens Ziel war die Gleichstellung der naturwissenschaftlichen mit den klassischen Fächern und die unmittelbare Aufnahme von Schülern der Volksschule in das Gymnasium. In seinem Verständnis der naturwissenschaftlichen Fächer lag auch die Aufnahme einer lebenden Sprache als erste Fremdsprache in den Lehrplan. Seine Veröffentlichungen und seine erste private Modellschule führten auch dazu, dass 1845 das neue Gesetz für Gymnasien auf unbestimmte Zeit ausgesetzt wurde.

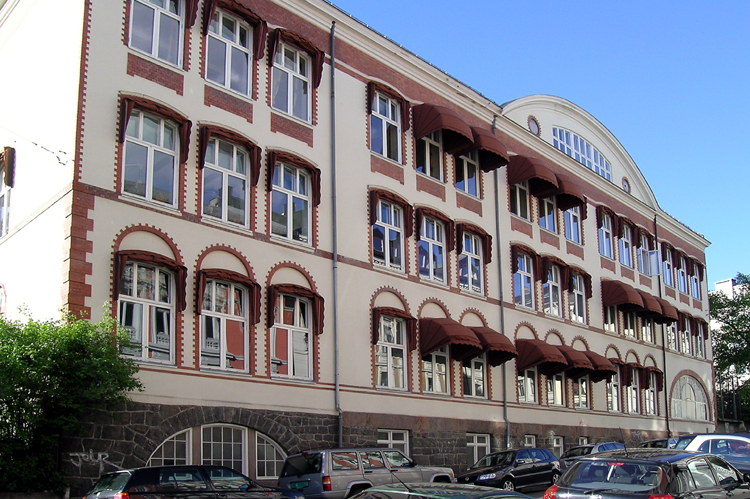
Hartvig Nissens Schule, ehemalige Mädchenschule.

Nissens nächstes Schulprojekt, Nissens Mädchenschule, wurde 1849 in Christiania gegründet. In einer Artikelserie in Christiania-Posten bestand er darauf, dass Mädchen die gleiche Ausbildung erhalten sollten wie Jungen. Das war in den 1840er Jahren eine radikale Ansicht, bahnte aber den Weg für weibliche Lehrkräfte in den 1860er Jahren. Ab 1861 wurden viele Lehrerinnen ausgebildet.
1850 initiierte Nissen die Gründung von „Selskabet til Folkeoplysningens Fremme“ (Gesellschaft zur Förderung der Volksbildung) und war bis 1855 deren Vorsitzender. Sie sollte die bürgerliche Erziehung fördern und der Entwicklung unkontrollierbarer Massenbewegungen wie zum Beispiel der Abstinenzlerbewegung entgegenwirken. Ein anderer großer Schulreformer, Ole Vig, redigierte die Zeitschrift der Gesellschaft, den Volksfreund. Die Zusammenarbeit zwischen diesen beiden kann man als Linie einer zusammenhängenden Schulpolitik von Bugges Gedanken einer Einheitsschule bis hin zur Schulpolitik von Venstre in den 1880er und 1890er Jahren betrachten.
1850 bis 1854 unterbrach er seine praktische Arbeit an seiner Schule und wurde Sachverständiger für Schulfragen im Kirchendepartement. Gleichzeitig war er Lehrer in Pädagogik im theologisch-praktischen Seminar der Universität. 1853 reiste er nach Schottland, um die dortige Schulordnung zu studieren. Nach seiner Rückkehr verfasste er eine Beschreibung der schottischen Volksschule von fast 500 Seiten. Zusammen mit Bugges Stipendienbericht von fast 1000 Seiten aus dem Jahr 1838 ist dies ein zentrales Dokument der norwegischen Schulgeschichte.
Ende 1854 nahm er seine Tätigkeit als Rektor der beiden Schulen, die seinen Namen trugen, wieder auf, engagierte sich aber weiterhin in schulpolitischen Fragen, insbesondere für das neue Gesetz für Landvolksschulen, das in Vorbereitung war. 1856 legte er als Privatmann und Schuldirektor einen eigenen Gesetzentwurf für Volksschulen vor. Der Entwurf wurde zur Anhörung an die verschiedenen Schulkommissionen verschickt, und eine königliche Kommission wurde eingesetzt, den Vorschlag zu prüfen. Doch diese waren mit den meisten Punkten Nissens nicht einverstanden. Der Staatsrat im Kirchendepartement Hans Riddervold teilte aber inzwischen Nissens Ansichten, und so wurde der Entwurf dem Storting vorgelegt, das nach Beratung ein Gesetz verabschiedete, das Nissens Grundprinzipien folgte. Ab 1860 wurden die Landschulen zu christlich-bürgerlichen Schulen ähnlich den städtischen Schulen: Zusätzlich zur christlichen Grundunterweisung sollten sie nun die Jugend zu bewussten Bürgern der Gesellschaft erziehen.
1857 war er der erste, der sich für das jährliche Zusammentreten des Stortings einsetzte, das bislang nur alle drei Jahre tagte.
1865 wurde Nissen „Ekspedisjons-Chef“ für Schulangelegenheiten im Kirchendepartement. Im gleichen Jahr verkaufte er seine beiden Schulen. Staatsrat Riddervold wollte ihn zum obersten fachlichen Leiter für Schulangelegenheiten in Norwegen machen. Gleichzeitig war er Vorsitzender der Kommission für die Reform der Gymnasien. Kurz vor der Ernennung hatte Nissen eine Artikelserie „Om Ordningen av vort høiere Skolevæsen“ (Über die Ordnung unserer höheren Schulen) veröffentlicht, die einen heftigen Streit in der Presse hervorrief. Seine Sicht auf die künftigen Schulen wurde im Wesentlichen von der Schulkommission geteilt. 1869 verabschiedete das Storting das Gesetz für die höheren Schulen. Es ist das letzte Glied der großen Schulreform, hinter der Nissen stand. Hier wurde eine dreijährige Gemeinschaftsschule für alle Kinder eingeführt, und der neue Name der Schule zeigt den Untergang der alten Lateinschule an. Das enzyklopädische Ausbildungsprinzip hatte gesiegt. Kein Fach war den anderen übergeordnet, wie dies für Religion und Latein früher gegolten hatte.

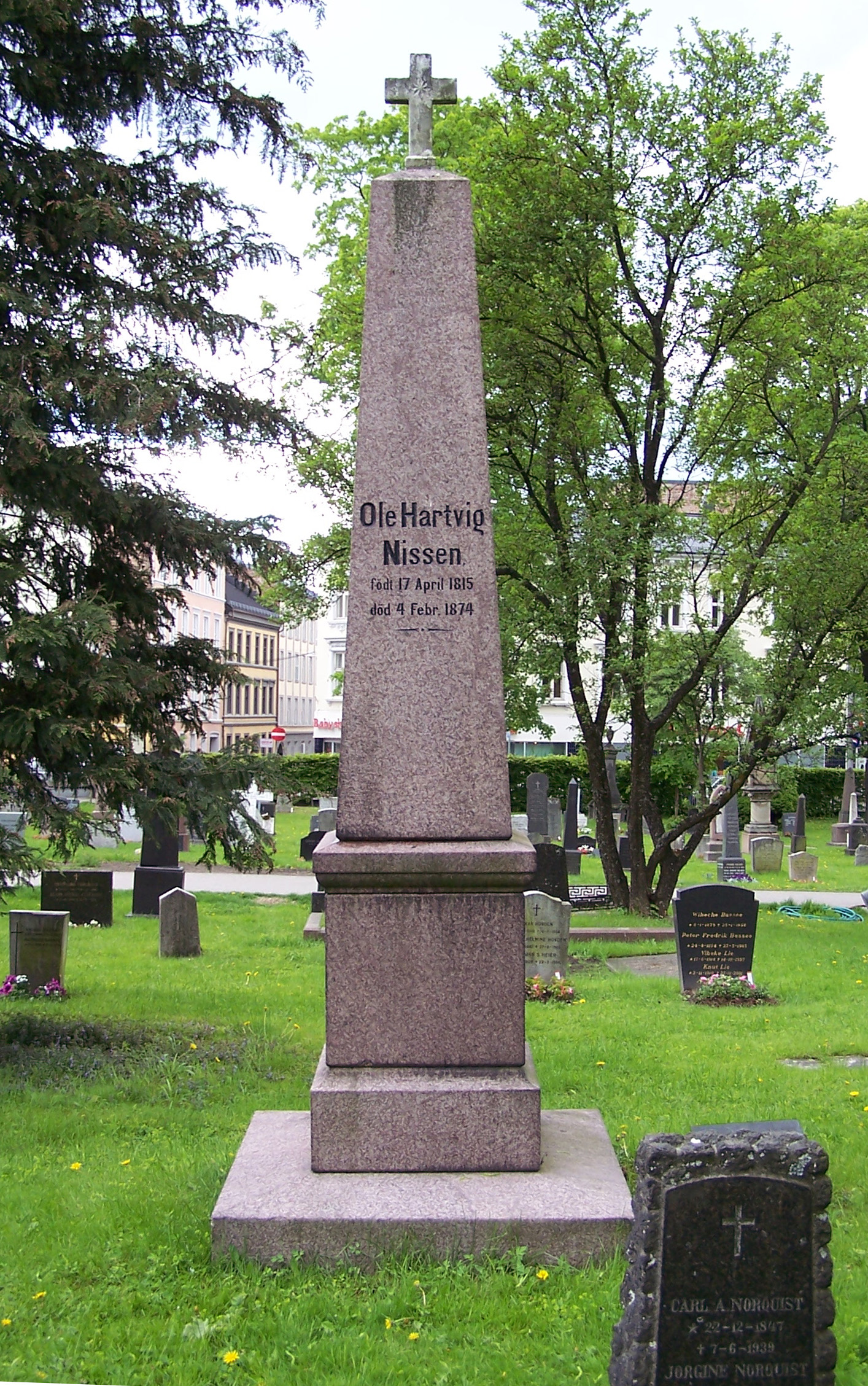
Grabmal für Harvig Nissen in Oslo.

Das Gesetz von 1869 bedingte auch eine neue Lehrerausbildung, die 1871 ausgearbeitet wurde. Es wurde ein sprachlich-historisches und ein mathematisch-naturwissenschaftliches Lehrerexamen eingeführt. Nissen wollte auch eine einjährige pädagogische Ausbildung mit Examen einführen, um die Universitätsabgänger für den Unterricht in Schulen besser zu qualifizieren, aber dieser Vorschlag wurde vom Storting nicht angenommen. Erst 1905 wurde provisorisch ein halbjähriges praktisch-pädagogisches Seminar eingeführt, das erst 1992 zu einem einjährigen Seminar ausgebaut wurde, wie es Nissen ursprünglich vorgeschlagen hatte.
1873 übernahm Nissen die Kristiania-Kathedralschule als Rektor, starb aber nach einem Halben Amtsjahr. Seine Latein- und Realschule wurde im gleichen Jahr geschlossen, seine Mädchenschule wurde 1919 von der Stadt übernommen und existiert heute noch, seit 1955 unter dem Namen Hartvig-Nissen-Schule und als Koedukationsschule.

## Auszeichnungen
Er war seit 1852 Mitglied von „Det Kongelige Norske Videnskabers Selskab“ und wurde 1864 Ritter des St.-Olavs-Ordens.